# Eutrichosiphum flavum
Eutrichosiphum flavum är en insektsart. Eutrichosiphum flavum ingår i släktet Eutrichosiphum och familjen långrörsbladlöss. Inga underarter finns listade i Catalogue of Life.